# Mereologie
In de filosofie en wiskundige logica houdt de mereologie (van het Griekse μέρος, wortel: μερε(σ) - "deel" en het achtervoegsel-logie "studie, discussie, wetenschap" ) zich bezig met de relatie tussen delen en de gehelen, die door deze delen worden gevormd. 
Terwijl de verzamelingenleer is gebaseerd op de relatie tussen een verzameling en haar elementen, benadrukt de mereologie de meronomische relatie tussen entiteiten, wat vanuit een verzamelingentheoretisch perspectief dichter ligt bij die van inclusie tussen verzamelingen.